# 메리디아나
메리디아나(영어: Meridiana)는 이탈리아의 항공사로 총 40개 노선을 취항하고 있다. 본사는 이탈리아 사르데냐 주 올비아에 있었으며, 1963년에 설립했다. 또한 사용하고 있는 허브 공항으로 올비아 코스타스 메랄다 공항이 있으며 이탈리아 제 3의 민항사로 알려져 있다.

## 역사
1963년 3월 29일 에어택시 및 전세기 항공사로 사르데냐 주 관광국의 지원으로 알리사다(영어: Alisarda)로 설립됐다. 1964년부터 정기편 운항을 시작해 1991년에 현재의 항공사로 변경했다. 2006년 12월에 밀라노를 본거지로 하는 유로 플라이의 주요 주주가 되었다가, 2008년부터 자회사가 되었다. 또한 사르데냐를 중심으로 저비용 항공사로 가격 설정의 정기 노선을 운항하고 있으며 사르데냐 주민의 경우 특별 요금이 적용되는 등 지역 공공 서비스의 성격을 가지고 있다.

## 운항 노선
- 2012년 2월 기준으로 메리디아나는 다음과 같은 노선을 운항하고 있다.

### 코드쉐어 협정
- 메리디아나는 다음과 같은 항공사와 코드쉐어 협정을 맺고 있으며 현재 항공 동맹에 소속되어 있지 않다.

| - 에어 몰타 - 에어 몰도바 - 영국항공 (원월드) | - 핀에어 (원월드) - 이베리아 항공 (원월드) - 로얄 요르단 항공 (원월드) |

## 보유 기종
- 2012년 4월 기준으로 메리디아나는 다음과 같은 기종을 보유하고 있으며 평균 기령은 12.6년이다.[2]

비고
1 항공기의 작은 수는 모두 재도색을 하고 현재 모든 기종에 구도색을 적용하고 있다.
2 항공기의 총 숫자는 항공기의 숫자가 최근 몇 달 동안 비행하지 않은이 포함되어 있다. 또한 한시적으로 겨울 시즌에 저장되어 있는지 확인 여부 후 퇴역한다. 아래는 마지막으로 날아 날짜와 함께 문제의 항공기를 보여주는 표에 해당된다.